# Luiz Antônio Guedes
Luiz Antônio Guedes (ur. 25 listopada 1945 w Mogi Mirim) – brazylijski duchowny rzymskokatolicki, w latach 2008–2022 biskup Campo Limpo.

## Życiorys
Święcenia kapłańskie przyjął 20 maja 1972 i został włączony do kleru archidiecezji Campinas. Początkowo pracował jako duszpasterz na przedmieściach Campinasu, w 1976 został rektorem seminarium filozoficznego, a w 1984 objął urząd rektora seminarium teologicznego. Był także koordynatorem duszpasterstwa w archidiecezji.

### Episkopat
29 stycznia 1997 papież Jan Paweł II mianował go biskupem pomocniczym Campinasu i biskupem tytularnym Maturby. Sakry biskupiej udzielił mu 9 marca 1997 ówczesny arcybiskup Campinasu, Gilberto Pereira Lopes. Jako biskup pozostał na stanowisku koordynatora duszpasterstwa do 1999. Był także głównym koordynatorem Krajowego Kongresu Eucharystycznego, który odbył się w 2001.
24 października 2001 papież prekonizował go biskupem Bauru. Ingres odbył się 23 grudnia 2001.
30 lipca 2008 został przeniesiony na urząd biskupa Campo Limpo.
14 września 2022 papież Franciszek przyjął jego rezygnację z pełnionego urzędu złożoną ze względu na wiek.